# Starý Petřín
Starý Petřín är en ort i Tjeckien.   Den ligger i regionen Södra Mähren, i den sydöstra delen av landet, 160 km sydost om huvudstaden Prag. Starý Petřín ligger 420 meter över havet och antalet invånare är 250.
Terrängen runt Starý Petřín är huvudsakligen platt, men österut är den kuperad. Runt Starý Petřín är det ganska glesbefolkat, med 42 invånare per kvadratkilometer. Närmaste större samhälle är Moravské Budějovice, 18,8 km norr om Starý Petřín. Trakten runt Starý Petřín består till största delen av jordbruksmark.